# Comuna Pomicina, Novoukraiinka
Pomicina (în ucraineană Помічна) este o comună în raionul Novoukraiinka, regiunea Kirovohrad, Ucraina, formată din satele Cervonîi Rozdil, Novopavlivka și Pomicina (reședința).

## Demografie
Componența lingvistică a comunei Pomicina
     Ucraineană (93,92%)
     Rusă (4,72%)
     Alte limbi (1,16%)
Conform recensământului din 2001, majoritatea populației comunei Pomicina era vorbitoare de ucraineană (93,92%), existând în minoritate și vorbitori de rusă (4,72%).